# Жаменци
Жаменци (на словенски: Žamenci) е село в Словения, Подравски регион, община Дорнава. Според Националната статистическа служба на Република Словения през 2002 г. селото има 73 жители.